# Vatica venulosa
Vatica venulosa là một loài thực vật thuộc họ Dipterocarpaceae. Loài này có ở Indonesia và Malaysia.